# TRAF5
El factor 5 asociado al receptor de TNF es una proteína que en humanos está codificada por el gen TRAF5. 

## Función
La proteína de andamio codificada por este gen es miembro de la familia de proteínas del factor asociado al receptor del factor de necrosis tumoral (TRAF) y contiene un dominio de homología de meprina y TRAF (MATH), un dedo de zinc tipo RING y dos dedos de zinc tipo TRAF. Las proteínas TRAF están asociadas y median en la transducción de señales de miembros de la superfamilia de receptores de TNF. Esta proteína es uno de los componentes de un complejo proteico múltiple que se une a los dominios citoplasmáticos del receptor del factor de necrosis tumoral (TNF) y media la activación inducida por TNF. Se han caracterizado variantes de empalme transcripcional alternativas. 

## Interacciones
Se ha demostrado que TRAF5 interactúa con:
- ASK1,[3][4]
- CD134,[5]
- CD30,[6]
- CD40,[7][8]
- RANK[9][10][11]
- TNFRSF13B,[12]  and
- TNFRSF14.[13][14]

## Otras lecturas
- Wajant H, Henkler F, Scheurich P (Jun 2001). «The TNF-receptor-associated factor family: scaffold molecules for cytokine receptors, kinases and their regulators». Cellular Signalling 13 (6): 389-400. PMID 11384837. doi:10.1016/S0898-6568(01)00160-7.
- Bradley JR, Pober JS (Oct 2001). «Tumor necrosis factor receptor-associated factors (TRAFs)». Oncogene 20 (44): 6482-91. PMID 11607847. doi:10.1038/sj.onc.1204788.
- Nakano H, Oshima H, Chung W, Williams-Abbott L, Ware CF, Yagita H, Okumura K (Jun 1996). «TRAF5, an activator of NF-kappaB and putative signal transducer for the lymphotoxin-beta receptor». The Journal of Biological Chemistry 271 (25): 14661-4. PMID 8663299. doi:10.1074/jbc.271.25.14661.
- Ishida TK, Tojo T, Aoki T, Kobayashi N, Ohishi T, Watanabe T, Yamamoto T, Inoue J (Sep 1996). «TRAF5, a novel tumor necrosis factor receptor-associated factor family protein, mediates CD40 signaling». Proceedings of the National Academy of Sciences of the United States of America 93 (18): 9437-42. Bibcode:1996PNAS...93.9437I. PMC 38446. PMID 8790348. doi:10.1073/pnas.93.18.9437.
- Bonaldo MF, Lennon G, Soares MB (Sep 1996). «Normalization and subtraction: two approaches to facilitate gene discovery». Genome Research 6 (9): 791-806. PMID 8889548. doi:10.1101/gr.6.9.791.
- Aizawa S, Nakano H, Ishida T, Horie R, Nagai M, Ito K, Yagita H, Okumura K, Inoue J, Watanabe T (Jan 1997). «Tumor necrosis factor receptor-associated factor (TRAF) 5 and TRAF2 are involved in CD30-mediated NFkappaB activation». The Journal of Biological Chemistry 272 (4): 2042-5. PMID 8999898. doi:10.1074/jbc.272.4.2042.
- Hsu H, Solovyev I, Colombero A, Elliott R, Kelley M, Boyle WJ (May 1997). «ATAR, a novel tumor necrosis factor receptor family member, signals through TRAF2 and TRAF5». The Journal of Biological Chemistry 272 (21): 13471-4. PMID 9153189. doi:10.1074/jbc.272.21.13471.
- Marsters SA, Ayres TM, Skubatch M, Gray CL, Rothe M, Ashkenazi A (May 1997). «Herpesvirus entry mediator, a member of the tumor necrosis factor receptor (TNFR) family, interacts with members of the TNFR-associated factor family and activates the transcription factors NF-kappaB and AP-1». The Journal of Biological Chemistry 272 (22): 14029-32. PMID 9162022. doi:10.1074/jbc.272.22.14029.
- Nakano H, Shindo M, Yamada K, Yoshida MC, Santee SM, Ware CF, Jenkins NA, Gilbert DJ, Yagita H, Copeland NC, Okumura K (May 1997). «Human TNF receptor-associated factor 5 (TRAF5): cDNA cloning, expression and assignment of the TRAF5 gene to chromosome 1q32». Genomics 42 (1): 26-32. PMID 9177772. doi:10.1006/geno.1997.4697.
- Song HY, Régnier CH, Kirschning CJ, Goeddel DV, Rothe M (Sep 1997). «Tumor necrosis factor (TNF)-mediated kinase cascades: bifurcation of nuclear factor-kappaB and c-jun N-terminal kinase (JNK/SAPK) pathways at TNF receptor-associated factor 2». Proceedings of the National Academy of Sciences of the United States of America 94 (18): 9792-6. Bibcode:1997PNAS...94.9792S. PMC 23270. PMID 9275204. doi:10.1073/pnas.94.18.9792.
- Kawamata S, Hori T, Imura A, Takaori-Kondo A, Uchiyama T (Mar 1998). «Activation of OX40 signal transduction pathways leads to tumor necrosis factor receptor-associated factor (TRAF) 2- and TRAF5-mediated NF-kappaB activation». The Journal of Biological Chemistry 273 (10): 5808-14. PMID 9488716. doi:10.1074/jbc.273.10.5808.
- Mizushima S, Fujita M, Ishida T, Azuma S, Kato K, Hirai M, Otsuka M, Yamamoto T, Inoue J (Jan 1998). «Cloning and characterization of a cDNA encoding the human homolog of tumor necrosis factor receptor-associated factor 5 (TRAF5)». Gene 207 (2): 135-40. PMID 9511754. doi:10.1016/S0378-1119(97)00616-1.
- Akiba H, Nakano H, Nishinaka S, Shindo M, Kobata T, Atsuta M, Morimoto C, Ware CF, Malinin NL, Wallach D, Yagita H, Okumura K (May 1998). «CD27, a member of the tumor necrosis factor receptor superfamily, activates NF-kappaB and stress-activated protein kinase/c-Jun N-terminal kinase via TRAF2, TRAF5, and NF-kappaB-inducing kinase». The Journal of Biological Chemistry 273 (21): 13353-8. PMID 9582383. doi:10.1074/jbc.273.21.13353.
- McCarthy JV, Ni J, Dixit VM (Jul 1998). «RIP2 is a novel NF-kappaB-activating and cell death-inducing kinase». The Journal of Biological Chemistry 273 (27): 16968-75. PMID 9642260. doi:10.1074/jbc.273.27.16968.
- Pullen SS, Miller HG, Everdeen DS, Dang TT, Crute JJ, Kehry MR (Aug 1998). «CD40-tumor necrosis factor receptor-associated factor (TRAF) interactions: regulation of CD40 signaling through multiple TRAF binding sites and TRAF hetero-oligomerization». Biochemistry 37 (34): 11836-45. PMID 9718306. doi:10.1021/bi981067q.
- Wong BR, Josien R, Lee SY, Vologodskaia M, Steinman RM, Choi Y (Oct 1998). «The TRAF family of signal transducers mediates NF-kappaB activation by the TRANCE receptor». The Journal of Biological Chemistry 273 (43): 28355-9. PMID 9774460. doi:10.1074/jbc.273.43.28355.
- Nishitoh H, Saitoh M, Mochida Y, Takeda K, Nakano H, Rothe M, Miyazono K, Ichijo H (Sep 1998). «ASK1 is essential for JNK/SAPK activation by TRAF2». Molecular Cell 2 (3): 389-95. PMID 9774977. doi:10.1016/S1097-2765(00)80283-X.
- Tsukamoto N, Kobayashi N, Azuma S, Yamamoto T, Inoue J (Feb 1999). «Two differently regulated nuclear factor kappaB activation pathways triggered by the cytoplasmic tail of CD40». Proceedings of the National Academy of Sciences of the United States of America 96 (4): 1234-9. Bibcode:1999PNAS...96.1234T. PMC 15446. PMID 9990007. doi:10.1073/pnas.96.4.1234.

- Datos: Q18032096